# Psi Cygni
Désignations
Psi Cygni (ψ Cygni / ψ Cyg) est une étoile triple de la constellation boréale du Cygne. Elle est visible à l'œil nu avec une magnitude apparente combinée de 4,92.
En date de 2002, les deux étoiles de la paire interne, désignés Psi Cygni Aa et Ab, étaient localisée selon une distance angulaire de 0,10 seconde d'arc et un angle de position de 77,6°. Leur magnitude visuelle combinée est de 5,05. Par rapport à cette paire, la troisième étoile du système, Psi Cygni B, est une étoile de magnitude 7,61 qui, en date de 2017, était localisée à une distance angulaire de 2,90 secondes d'arc et selon un angle de position de 175°. Le système présente une parallaxe annuelle de 11,59 mas mesurée par le satellite Hipparcos, ce qui permet d'en déduire qu'il est situé à environ ∼ 280 a.l. (∼ 85,8 pc) de la Terre.
La composante la plus brillante, vraisemblablement Psi Cygni Aa, est classée comme une étoile blanche de la séquence principale de type spectral A4 Vn, avec la lettre « n » qui indique que son spectre présente des raies d'absorption « nébuleuses » en raison de sa rotation rapide. Elle apparaît en effet tourner sur elle-même à une vitesse de rotation projetée de 207 km/s. L'étoile est 62 fois plus lumineuse que le Soleil et sa température de surface est de 7 971 K. Elle complète une orbite avec son compagnon, Psi Cygni Ab, selon une période de 54,08 ans et avec une excentricité de 0,48. La troisième étoile du système, Psi Cygni B, est une étoile jaune-blanc de la séquence principale de type spectral F4 V.